# Министерство информации Франции
Министерство информации (фр. Ministère de l’information) — государственный орган Франции, осуществлявший:
- в 1938—1974 гг. освещение деятельности Совета Министров;
- доведение до населения его позиции;
- в 1938—1964 гг. руководство государственным теле- и радиовещанием (подведомственной организацией министерства являлось общественное учреждение «Французское радиовещание и телевидение»);
- с 1946 до 1950-х гг. руководство общественным учреждением «Национальный центр кинематографии»;
- в 1938—1940 гг. — надзор за соблюдением законов частными радиокомпаниями;
- в 1964—1972 гг. — надзор за соблюдением законов Управлением французское радиовещания и телевидения;
- в 1964-1972 гг. - финансовый надзор за Управлением французское радиовещания и телевидения;
- в 1938—1940 гг. — выдачу частным радиокомпаниям лицензий на вещание.

В 1938—1946 гг. — называлось «Министерство пропаганды» (ministère de la Propagande). В 1939 году министерству было подчинёно национальное радиовещание, но в 1964 года выведено из его подчинения, а за министерством остались только функции надзора за ним, после создания в 1972 году Главного совета аудиовизуала лишилась функций надзора в сфере СМИ и финансового надзора за Управлением французского радиовещания и телевидения, а в 1974 году министерство было ликвидировано окончательно, а функции освещения политики Правительства перешли пресс-секретарям президента и совета министров.

## Министры информации Франции
- Людовик-Оскар Фроссар (1938-1940)
- Жан Пруво (1940)
- Пьер-Анри Тежан (1944-1945)
- Жак Сустель (1945, 1958-1959)
- Андре Мальро (1945-1946, 1958)
- Жан Летурно (1950)
- Альбер Газье (1950-1951, 1958)
- Робер Бюрон (1951-1952)
- Жерар Жаке (1956-1957)
- Рожер Фрей (1959-1960)
- Люи Терренуар (1960-1961)
- Ален Пейрефит (1962-1966)
- Жорж Горз (1967-1968)
- Ив Гвена (1968)
- Филип Мало (1973)
- Жан-Филипп Лека (1973-1974)